# Trichoteleia
Trichoteleia är ett släkte av steklar. Trichoteleia ingår i familjen Scelionidae.
Kladogram enligt Catalogue of Life:
| Trichoteleia | \| \| Trichoteleia albidipes \| \| \| \| \| \| Trichoteleia pauliani \| \| \| \| |
|              | \| \| Trichoteleia albidipes \| \| \| \| \| \| Trichoteleia pauliani \| \| \| \| |
|              | Trichoteleia albidipes                                                           |
|              |                                                                                  |
|              | Trichoteleia pauliani                                                            |
|              |                                                                                  |